# Ervum
Ervum là một chi thực vật có hoa trong họ Đậu.